# Бегалов, Баходир Абдусаламович
Баходир Абдусаламович Бегалов (узб. Baxodir Abdusalomovich Begalov; род. 17 января 1968 года, Бекабад, Ташкентская область, УзССР, СССР) — узбекский ученый, государственный деятель, инженер-экономист и педагог.
Директор Агентства статистики при Президенте Республики Узбекистан, доктор экономических наук, профессор.
Действительный член Российской Академии Естественных наук, Нью-Йоркской Академии наук, Академии информатизации образования и Международной академии информатизации. 
Член президиума Высшей аттестационной комиссии при Кабинете Министров Узбекистана по экономическим наукам. 
Член Американской Ассоциации экономистов (АЕА, англ. American Economic Association) .

## Биография
Баходир Бегалов родился 17 января 1968 года в Бекабаде. В 1985 году среднюю школу № 11 имени А.С.Макаренко окончил с золотой медалью. 
С 1986 по 1988 год служил в армии. 
В 1992 году окончил Московский экономико-статистический институт (ныне Московский государственный университет экономики, статистики и информатики) по специальности "Организация механизированной обработки экономической информации".
После окончания университета начал работать инженером III категории в Вычислительном центре Ташкентского государственного экономического университета (ТГЭУ).  
В 1992-1996 годах учился в аспирантуре Московского финансово-экономического института.   
В 1996 году под научным руководством академика А.Н.Романова и профессора Т.М.Поляковой он защитил кандидатскую диссертацию на тему «Исследование и разработка моделей и алгоритмов компьютерной технологии рекламной деятельности (на примере информационных продуктов и услуг)» в диссертационном Совете при ВЗФЭИ, по специальности "Экономико-математические методы в экономике".  
В 1996—1999 годах работал старшим преподавателем и доцентом кафедры «Экономическая информатика и автоматизированные системы управления» в ТГЭУ. Затем, в 1999—2001 годах являлся заместителем декана по учебной работе факультета «Информатики, менеджмента и педагогики экономического образования» ТГЭУ.  
Позже, в 2001—2002 годах Баходир Абдусаламович был заведующим кафедры «Экономическая информатика и автоматизированные системы управления» ТГЭУ.  
В 2001 году успешно защитил докторскую диссертацию на тему «Эконометрическое моделирование тенденций формирования и развития информационно-коммуникационного рынка» по специальности "Эконометрика и статистика", под научным руководством академика АН РУз С.С.Гулямова.  
С 2002 года исполнял обязанности декана факультета «Информатики, менеджмента и педагогики экономического образования» ТГЭУ, а через некоторое время стал деканом факультета «Информационных технологий и менеджмента» ТГЭУ. За время работы на должности декана кафедрами факультета были созданы методические и учебные пособия  по 68 предметам и получен гриф Министерства высшего и среднего специального образования Республики Узбекистан, разрешающий их официальную публикацию.   
В 2011—2012 году работал проректором ТГЭУ по научной работе.
Под руководством профессора Б.А. Бегалова была разработана “Концепция реализации научно-исследовательских работ Ташкентского государственного экономического университета на 2011-2015 годы” и утверждена Министерством экономики Республики Узбекистан. Под его руководством в целях более эффективной организации деятельности аспирантов запущен информационный портал “Молодые ученые-экономисты” (www.TDIU.stajer.uz).  По личной инициативе профессора Б.А. Бегалова впервые в истории Узбекистана университет учредил научный электронный журнал “Экономика и инновационные технологии”, размещенный в Международной сети Интернет (www.iqtisodiyot.uz). В настоящее время данный журнал включен в список журналов, признанных ВАК Республики Узбекистан. 
В 2012 году назначен на пост заместителя председателя Государственного комитета Республики Узбекистан по статистике и занимал этот пост до 2016 года. По совместительству работал профессором кафедры «Информационные системы в экономике» ТГЭУ. Под его председательством разработана и направлена на практику “Концепция эффективного использования информационно-коммуникационных технологий в ГКС” для деятельности Государственного комитета Республики Узбекистан по статистике. 
В 2016-2017 годах работал ректором Ташкентского финансового института. Под руководством профессора Б.А. Бегалова разработана и утверждена и внедрена в практику “Концепция эффективной организации научно-исследовательской работы в институте”.  По инициативе профессора Б.А. Бегалова учрежден научный электронный журнал “Международные финансы и аудит” в целях широкой пропаганды научных достижений отечественных ученых среди мировой общественности в международной информационной сети Интернет, который в настоящее время входит в список журналов, признаваемых ВАК Республики Узбекистан по экономическим наукам.
23 мая 2017 года Указом Президента Узбекистана Шавката Мирзиёева назначен Председателем Государственного комитета Республики Узбекистан по статистике.  
С декабря 2022 года директор Агентства статистики при Президенте Республики Узбекистан. 
Принимал активное участие в процессе разработки Закона “О переписи населения”. Данный Закон был утвержден Президентом РУз от 16 марта 2020 года. Закон был принять впервые в современной истории независимого Узбекистана.  
Также, был разработан проект Закона «Об официальной статистике» с учетом передовой международной практики, рекомендаций международных организаций, в частности требования Типового закона  об официальной статистике утвержденного ООН. Данный Закон был утвержден Президентом РУз от 11 августа 2021 года.
Была разработана и внедрена автоматизированная информационная система «E-Stat 4.0».
Впервые в истории Узбекистана оценены размеры и масштабы теневой экономики.
Национальная статистическая служба Узбекистана присоединился к расширенной Общей системе распространения данных МВФ (Enhanced General Data Dissemination System (e-GDDS)).
В Узбекистане полностью внедрен международный стандарт «Система национальная счетов-2008» (СНС-2008).
Республика Узбекистан заняла 12-е место в мире и 1-е место в Центральной Азии, набрав 83 баллов в международном рейтинге открытых данных Open Data Inventory (ODIN) по итогам 2024 года.
В 2023 году для удовлетворения потребностей пользователей была усовершенствован официальный веб-сайт Агентства статистики при Президенте Республики Узбекистан и была запущена современная интегрированная информационная система «Статистика» (https://siat.stat.uz/).
В 2024 году была проведена Глобальная оценка Национальной статистической системы Узбекистана с участием экспертов международных организаций (UNECE, EUROSTAT, European Free Trade Association (ЕАСТ)).
Участие профессора Б.А. Бегалова в Международных статистических организациях:
1.       В ходе 9-й сессии Статистического комитета ОИС состоявшей 28 сентября 2020 года профессор Б.А.Бегалов избран заместителем председателя Бюро Статистического комитета ОИС (на период 2020-2021 гг.).
Центр статистических, экономических и социальных исследований и подготовки кадров для исламских стран (Center for Statistical, Economic and Social Research and Training for Islamic Countries (SESRIC)) является рабочим органом ОИС. 
2.       Профессор Б.А.Бегалов с 2021 года является избранным членом Международного статистического института (International Statistical Institute).
3.       Профессор Б.А.Бегалов в ноябре 2021 года на 63-м заседании Совета руководителей статистических служб государств-участников СНГ избран председателем Совета руководителей статистических служб государств-участников СНГ (Chairman of Council of Heads of Statistical Services of the CIS Member States).
4.       В августе 2022 года Б. Бегалов на 8-й сессии Комитета по статистике Экономической и социальной комиссии ООН для Азии и Тихого океана (Bureau of Statistical Committee of the United Nations Economic and Social Commission for Asia and the Pacific) был избран заместителем Бюро данного Комитета.
5.       В сентябре 2023 года профессор Б. Бегалов избран в «Группу высокого уровня по партнерству, координации и наращиванию потенциала в области статистики для Повестки дня в области устойчивого развития на период до 2030 года» Статистической комиссии ООН (High-level Group for Partnership, Coordination and Capacity-Building for statistics for the 2030 Agenda for Sustainable Development).
6.       В декабре 2024 года Б.Бегалов на 9-й сессии Комитета по статистике Экономической и социальной комиссии ООН для Азии и Тихого океана (Bureau of Statistical Committee of the United Nations Economic and Social Commission for Asia and the Pacific) был избран второй раз заместителем Бюро данного Комитета.
7.   В феврале 2024 года профессор Б. Бегалов избран в Бюро Конференции Европейских статистиков (Conference of European Statisticians (CES)). Узбекистан – первая страна в Центральноазиатском регионе и вторая в регионе СНГ, ставшая членом Бюро Конференции европейской статистики.
Конференция европейских статистиков (КЕС) является вспомогательным органом Европейской экономической комиссии Организации Объединенных Наций (ЕЭК ООН). Более 65 стран мира являются членами КЕС и работают для стимулирования статистической работы в регионе ЕЭК ООН и за его пределами.
Под руководством профессора Б.А. Бегалова налажен выпуск научного электронного журнала “Статистический вестник Узбекистана”, размещенный в Международной сети Интернет (https://instat.uz/uz/ilm-fan). В настоящее время данный журнал включен в список журналов, признанных ВАК Республики Узбекистан.
Покинул пост директора Агентства статистики в 2025 году.

## Научная деятельность
Баходир Бегалов является автором более 300 научных статей и научно-методических работ, в том числе 4 учебников, 8 учебных пособий, 9 монографий, 32 учебно-методических пособий. Под его научным руководством подготовлено 6 докторов наук и 18 кандидатов наук по экономическим наукам. 
Следующие учебники и учебные пособия, подготовленные при соавторстве профессора Б.А.Бегалова получили призовые места на республиканском конкурсе “Автор самого лучшего учебника и учебного пособия”:
1.      Ахборот тизимлари ва технологиялари. Дарслик. Олий ўқув юртлари талабалари учун дарслик.Тошкент . ШАРҚ . 2000.  В 2004 году 2-е место.
2.       Iqtisodiyotda axborot texnologitalari. Укув кулланма. Тошкент, «Ўзбекистон Ёзувчилар уюшмаси адабиёт жамғармаси нашриёти», 183 б. 2006. В 2007 году 2-е место.
3.       Шахсий компьютерлар ва улардан самарали фойдаланиш асослари. Ўқув қўлланма. Тошкент, 2008,  480 бет. В 2010 году 2-е место.
4.      Axborot texnologiyalari. O’bekiston Respublikasi oliy va o’rta maxsus ta’lim vazirligi o’quv qo’llanma sifatida tavsiya etgan.  – T.: Noshir, 2009. – 368 b. В 2011 году 1-е место.
5.       Informatika va axborot texnologiyalari. Дарслик, “Фан” нашриёти, 2010 й., 685 б. В 2011 году 3-е место.
В 2023 году опубликовал учебник "Рақамли иқтисодиёт" для студентов, которые учатся в экономических направлениях образования.
В 2024 году для специальности магистратуры "Цифровая экономика" опубликовал учебник "Рақамли стратегия ва ахборот тизимлари".

Разработанные следующие программные продукты в соавторстве профессора Б.А. Бегалова зарегистрированы в Агентстве интеллектуальной собственности Республики Узбекистан:
1.  Информационная система «IP TEST». Агентство интеллектуальной собственности при Министерстве юстиции Республики Узбекистан. Свидетельство № AGU 0074.
2.  Информационная система «Контингент». Агентство интеллектуальной собственности при Министерстве юстиции Республики Узбекистан. Свидетельство № AGU 0073.
3.  Информационная система «Выборочные статистические наблюдения цен». Агентство интеллектуальной собственности при Министерстве юстиции Республики Узбекистан. Свидетельство № DGU 2021 0249.
4.  Информационная система «Выборочные статистические наблюдения деятельности владельцев личного автотранспорта». Агентство интеллектуальной собственности при Министерстве юстиции Республики Узбекистан. Свидетельство № DGU 11549 от 05.04.2021.
5.  Информационная система «Выборочные статистические наблюдения физических лиц, реализующих сельскохозяйственную продукцию». Агентство интеллектуальной собственности при Министерстве юстиции Республики Узбекистан. Свидетельство № DGU 11480 от 05.04.2021.
6.  Автоматизированная информационная система «e-Stat 4.0» для онлайн-приема государственной статистической отчетности на основе веб-технологий. Агентство интеллектуальной собственности при Министерстве юстиции Республики Узбекистан. Свидетельство № DGU 11022 от 05.04.2021.
7.  Интегрированная информационная система «Статистика». Агентство интеллектуальной собственности при Министерстве юстиции Республики Узбекистан. Свидетельство № DGU 32815 от 25.01.2024.
8. Корпоративная информационная система «Программа производства статистических работ». Агентство интеллектуальной собственности при Министерстве юстиции Республики Узбекистан. Свидетельство № DGU 32816 от 25.01.2024.